# Andra slaget vid Panipat
Andra slaget vid Panipat stod 5 november 1556 mellan den blott 13-årige stormogulen Akbar den store, vars far Humajun avlidit i februari samma år, och den afghanske härskaren Adil Shahs hinduiske general Hemu. Akbars seger var ett definitivt återupprättande av mogulväldet i Indien. 
På Hemus sida kämpade 30 000 rajputer och ett kavalleri med 1 500 stridselefanter. Akbars armé leddes av Bajram Khan och var numerärt klart underlägsen fienden. Hemu träffades dock i ögat av en pil och togs tillfånga av Akbars trupper och halshöggs.